# Margarita, Piemonte
Margarita är en ort och kommun i provinsen Cuneo i regionen Piemonte i Italien. Kommunen hade 1 440 invånare (2018).